# Флеммінг Данський
Флеммінг Данський (дан. Flemming til Danmark), повне ім'я при народженні принц Флеммінг Вальдемар Карл Аксель Данський та Ісландський (дан. Flemming Valdemar Carl Axel til Danmark til Ísland, від 1949 — граф Флеммінг Вальдемар Розенборг (дан. Flemming Valdemar af Rosenborg), (нар. 9 березня 1922 — пом. 19 червня 2002) — принц Данії та Ісландії з династії Глюксбургів, від 1949 року носив титул графа Розенборг через морганатичний шлюб, син принца Акселя Данського та Маргарити Шведської.

## Біографія
Флеммінг народився 9 березня 1922 року у Стокгольмі. Він став другим сином в родині принца Акселя Данського та його дружини Маргарити Шведської, з'явившись на світ за два роки після старшого брата Георга.
Жила родина в маєтку Bernstorffshøj, поблизу палацу Бернсторфф, на північ від Копенгагена. Батько невдовзі почав працювати у складі Східно-Азійській компанії.
Навчався Флеммінг у гімназії Øregaard, яку закінчив у 1941 році. Після навчання пішов на військову службу до Данського королівського флоту. Пройшовши підготовку військово-морських офіцерів, став лейтенантом у 1945. Наступного року отримав чин старшого лейтенанта. Із 1947 до 1950 служив на підводних човнах.
В цей же час він вирішив побратися із своєю шкільною подругою Еліс Рут Нільсен, дочкою власника будівельної фірми «A/S Nielsen» Кая Нільсена. Дівчині виповнилося 24 роки, вона мала диплом бакалавру економіки та вивчилися на перекладача французької мови. Король Данії Крістіан IX дозволу на шлюб не дав, тож, у випадку морганатичного союзу, Флеммінгу залишалося відректися від прав на престол та прийняти титул графа Розенборга. Він запропонував королю створити титул графа Кронборг, за назвою замка. Це, на його думку, більше лічило морському офіцеру. Проте, Крістіан не сприйняв пропозицію всерйоз.

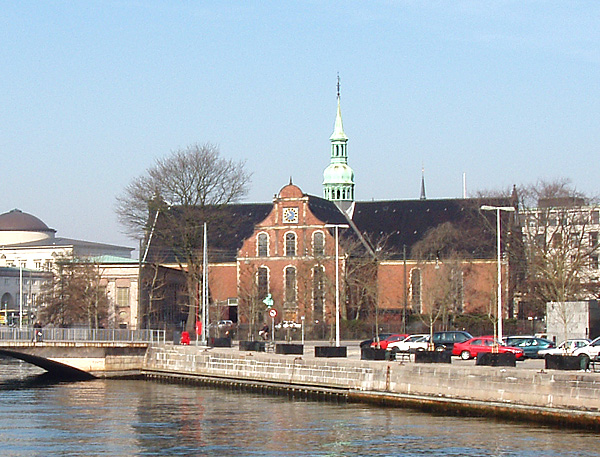
Хольменська кірха, де брав шлюб Флеммінг

Весілля відбулося 24 травня 1949 року у кірсі Хольменс у центрі Копенгагена. За вісім місяців в родині з'явились хлопчики-близнюки, яких назвали Аксель та Біргер. Всього ж у Флеммінга та Рут народилося четверо дітей.
У жовтні 1950 відплив на борту корабля «Галатея 2» у науково-дослідницьку експедицію, в якій пробув до наступного року. У 1951 Флеммінг отримав чин капітан-лейтенанта, а 1952 — звільнився в запас і приєднався до бізнесу свого тестя. 1958 графу було присвоєно чин капітана III рангу (orlogskaptajn). З 1961 по 1984 він очолював компанію «A/S Carl Nielsen».
По закінченні справ, подружжя кілька років жило у графстві Ессекс на сході Англії. Останні чотири роки провели разом на півдні Франції, де Флеммінг і помер в Антібі у віці 80 років. Дружина пережила його на вісім років. Обидва поховані у парку палацу Бернстофф.

## Родина
Дружина — Еліс Рут Нільсен
Діти:
- Аксель (нар.1950) — граф Розенборг, був одружений із Джейн Гларборг, зараз — у шлюбі із Юттою Бек, має четверо дітей від обох шлюбів;
- Біргер (нар.1950) — граф Розенборг, одружений втретє із Лінн Шарп, має доньку від першого шлюбу;
- Карл Йохан (нар.1952) — граф Розенборг, був двічі одружений, має двох доньок від обох шлюбів;
- Дезіре (нар.1955) — графиня Розенборг, була пошлюблена із Ферґюсом Смітом, зараз — у шлюбі із Петером Ріндомом, має трьох дітей від обох шлюбів.